# Daniel Giménez
Daniel Gonzalo Giménez (* 19. Februar 1977 in Buenos Aires) ist ein ehemaliger argentinischer Fußballspieler.

## Karriere
Giménez spielte bei verschiedenen Vereinen in Bolivien, Chile und Argentinien. In Argentinien konnte er sich nie in der ersten Liga durchsetzen, ihm gelangen lediglich sechs Spiele und ein Tor in der Primera Division. In der zweiten Liga war er umso erfolgreicher. Im Jahr 2006 schoss er seinen damaligen Verein CD Godoy Cruz in den Relegationsspielen zum Aufstieg, was ihm große Popularität einbrachte. Doch wegen Differenzen zwischen Trainerstab und ihm wechselte er zu Instituto. In seiner Zeit bei Godoy Cruz gelangen ihm 37 Tore in 102 Spielen. 
Wegen seiner bulligen Statur wurde er von den Fans „Tanque“ gerufen.